# اگوست بلوندو
پیِر-اُگوست-لویی بلوندو (به فرانسوی: Pierre-Auguste-Louis Blondeau)‏ (۱۵ اکتبر ۱۷۸۶‏ – ۱۴ آوریل ۱۸۶۳) آهنگ‌ساز دورهٔ رمانتیک، نوازندهٔ ویولن، نظریه‌پرداز موسیقی، و تاریخ‌نگار اهل فرانسه بود.
پدرش ژان-کلود بلوندو نوازندهٔ ویولن و آهنگ‌ساز بود.
اُگوست بلوندو از شاگردان پیر بیو‏(۱۷۷۱–۱۸۴۲) بود. بلوندو برندهٔ جایزهٔ بزرگ رُم شد.